# Cerodontha nigrihalterata
Cerodontha nigrihalterata är en tvåvingeart som beskrevs av Stéphanie Boucher 2005. Cerodontha nigrihalterata ingår i släktet Cerodontha och familjen minerarflugor.
Artens utbredningsområde är Costa Rica. Inga underarter finns listade i Catalogue of Life.